# Jacques-Bénigne Winslow
Jacques-Bénigne Winslow, dansko-francoski anatom in pedagog, * 1669, Odense, Danska, † 1760, Pariz, Francija.